# Évolution du chant chez les oiseaux
Pour un article plus général, voir Vocalisation des oiseaux.
La communication animale est une des bases dans le maintien des espèces à travers les âges. Dans ce but de maintien, les différents protagonistes de l’évolution ont œuvré dans la recherche de divers mécanismes permettant de comprendre et d’être compris de la meilleure des façons. Un exemple de ces mécanismes évolutifs est illustré par le chant des oiseaux (ou vocalisation des oiseaux). 
Le chant se distingue du cri par sa complexité, sa longueur et son contexte. Celui-ci étant attribué aux processus de séduction et de recherche de partenaire tandis que les cris tendent à servir des fonctions telles que l'alarme ou les signaux de regroupement. Les principales fonctions du chant des oiseaux sont l’attraction d’un partenaire, la reconnaissance entre espèces ainsi que la défense du territoire.

## Historique
Charles A. Witchell, naturaliste britannique, fut l'un des premiers à s’intéresser à l’évolution du chant chez les oiseaux. Résultat de longues heures passées à observer et analyser les chants de différents oiseaux il écrit en 1896 son premier livre à ce sujet intitulé The Evolution of Bird-Song. Selon Charles A. Witchell l’évolution du chant serait liée à plusieurs influences : la saison de reproduction, l’influence des combats et l’influence de l’hérédité dans la perpétuation du chant.
Par la suite de nombreux scientifiques se sont intéressés aux mécanismes évolutifs du chant chez les oiseaux.

## Base anatomique du chant et caractéristiques
Le syrinx est l’organe à l’origine du chant chez les oiseaux. Il est situé au fond de la trachée et possède deux cavités. Utilisées simultanément, ces deux cavités permettent de produire des sons par vibrations d’une grande complexité. Le contrôle du chant se fait via le système nerveux central, principalement localisé au niveau du télencéphale et associé au contrôle de l’apprentissage, la perception et la production du chant. Ce comportement est modulé par différents facteurs externes (hormonaux, la photopériode et les interactions sociales).
Le chant consiste en une succession de sons ponctués de silences. L'unité la plus basique du chant est la note. L'unité suivante est la syllabe, composée de plusieurs notes groupées. Deux ou plusieurs syllabes regroupées forment une phrase. Une phrase peut ainsi être l’enchaînement de syllabes identiques ou au contraire contenir des syllabes différentes.

## Mécanismes d'évolution du chant

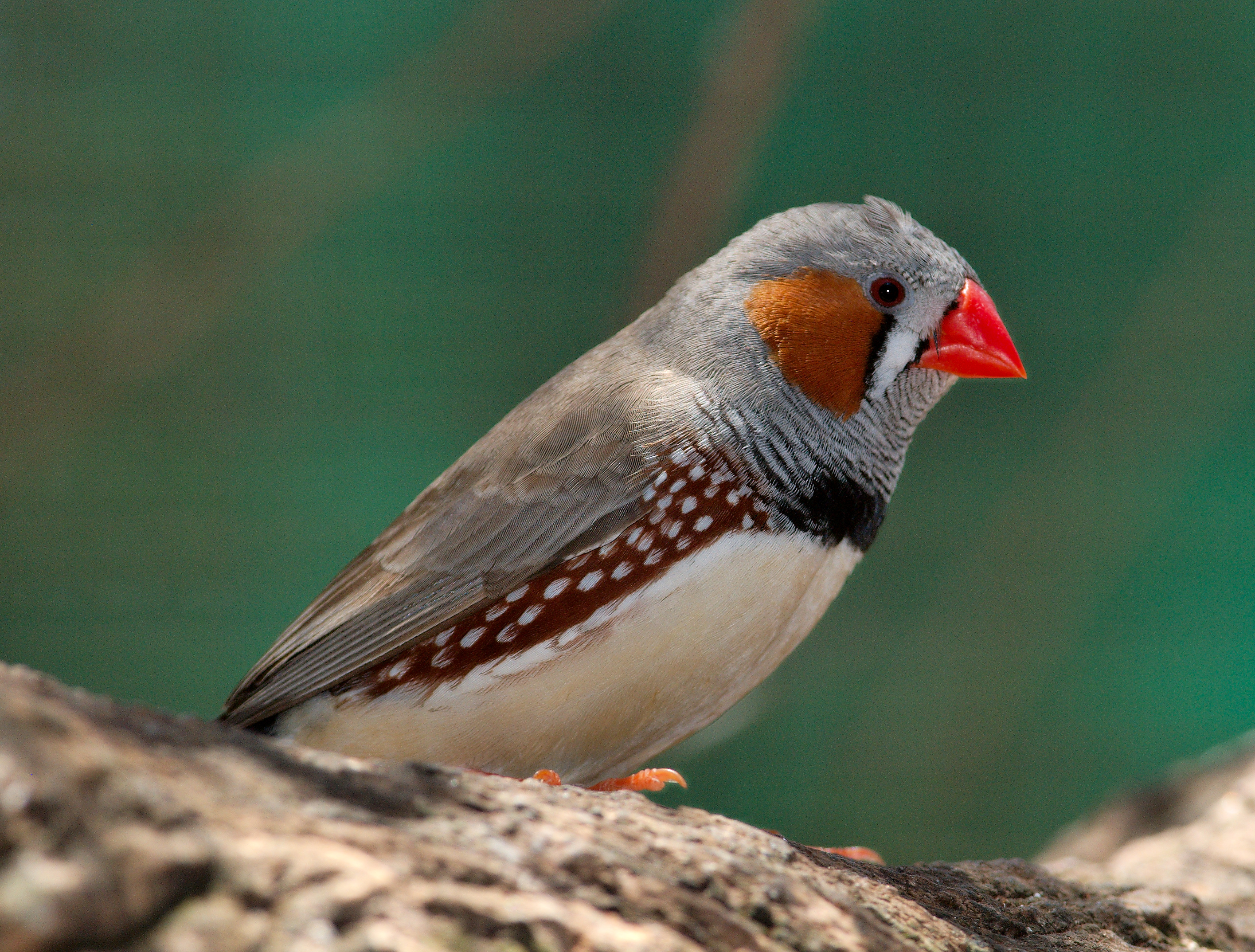
Diamant mandarin, Taeniopygia guttata

### Apprentissage du chant

#### L'importance de l'écoute
Le chant de l’oisillon va progressivement évoluer durant les dix premiers mois (avec une variation plus ou moins grande en fonction de l’espèce) d'un gazouillement à un chant adulte caractéristique des individus matures de l’espèce durant la phase sensorimotrice. Cette phase clé dans l’intégration du langage pour l’oiseau, permet, entre autres, le contrôle de la coordination des muscles vocaux et respiratoires, nécessaire au chant et à son apprentissage. Elle s'articule en trois étapes :
- le sub-langage : à l’instar des gazouillis d’un bébé humain, l’oisillon dispose d’un chant rudimentaire : la « subsong » ;
- plastic song : l'individu commence à intégrer des éléments reconnaissables du chant du tuteur ;
- cristallisation : chant adulte stable caractéristique des individus matures de l’espèce.

Plusieurs expériences ont montré l'importance pour les oisillons de pouvoir s'entendre durant cette phase afin d'aboutir à un chant normal. Les expériences de Thorpe et Marler à la fin des années 1950 mettent en évidence qu’un individu privé de cette phase sensorimotrice, durant laquelle l’oisillon pratique la subsong et s’écoute par la même occasion, voit le développement de son chant biaisé et se retrouve avec une vocalise inhabituelle et plus simple que celle de ses congénères. Ainsi, des oisillons ayant grandi dans un caisson insonorisé produisent des chants anormaux. Idem avec les oisillons qui ont pratiqué leur vocalise durant la phase sensorimotrice et qui ont ensuite été rendu sourds.
De plus, d'autres expériences ont montré l'existence de dialectes restreints à une aire géographique donnée. Dans la nature, des oisillons déplacés de leur nid d'origine vers un autre, vont reproduire des chants semblables à ceux de leur tuteur, différents  des parents d'origine, bien qu'ils soient de la même espèce.

#### Modification moléculaire
Tous les oiseaux ne sont pas capables de chanter. Sur les 23 ordres d'oiseaux, seuls trois ordres apprennent à chanter : les passereaux, les oiseaux mouches et les perroquets. Cet apprentissage est permis grâce à l'expression d'une protéine spécifique dans le cerveau de l’oiseau : la protéine FoxP2.
FoxP2, protéine de la famille des facteurs de transcription, est exprimée fortement dans le striatum (région des ganglions de la base), dans le cerveau humain et de rongeurs. L'apprentissage du chant, chez l’oiseau, passe par un réseau neuronal spécifique situé dans cette même région. On y retrouve cette même protéine, identique à 98 % à celle de l'homme. C'est plus précisément dans le noyau appelé Aire X, essentiel pour l'apprentissage vocal et que seuls les oiseaux le pratiquant possèdent, que l'expression de FoxP2 va varier au cours du temps. 
On observe tout d'abord une variation de son expression chez les oisillons. Le langage chez les oiseaux est appris durant une période définie, via des interactions entre les centres auditifs et moteurs qui requièrent des structures cérébrales spécialisées. On parle de phase sensorimotrice. Durant la période d'apprentissage vocal où l'oisillon apprend activement à imiter les sons, chez les mâles diamant mandarin (de 35 à 50 jours après l'éclosion), l'expression de foxP2 dans l'aire X, est plus forte que dans les tissus alentour. Ensuite, quand ils cristallisent leur chant (fixation du chant définitif) et deviennent adultes, l'expression de FoxP2 dans l'aire X ne diffère plus du reste du striatum.
FoxP2 a donc un patron d'expression caractéristique dans la structure du cerveau associée uniquement à l'apprentissage vocal, l'Aire X. Dans le reste du cerveau des oiseaux qui apprennent à chanter ou non, l'expression de FoxP2 prédomine dans les circuits sensoriels et sensoriels-moteurs. On en conclut que FoxP2 peut être important pour établir et maintenir les circuits neuronaux, incluant ceux qui sont essentiels pour l'apprentissage vocal, et donc l'évolution du chant chez l'individu.

### Pression via sélection naturelle
Les caractéristiques acoustiques du chant des oiseaux, telles que le spectre de son chant et sa structure temporelle, varie selon les habitats à cause de la pression environnementale. Les variations du chant peuvent-être dues à des différences dans la structure de la forêt (entre autres exemples d'habitats naturels), à des concurrences acoustiques avec d'autres oiseaux, ou au bruit de fond.
On peut distinguer deux facteurs modulant la fréquence et la complexité du chant de l’oiseau : le bruit ambiant et la propagation du son.

#### 1erfacteur : le bruit ambiant
Le bruit ambiant est lui-même provoqué par trois grands facteurs :
- L’environnement biotique :

Les animaux communiquant de façon acoustique subissent une compétition dans l’occupation de l’espace sonore. Les autres espèces animales sont responsables d’une cacophonie ambiante qui conditionne le chant des oiseaux à certaines fréquences. Pour exemple, dans les forêts tropicales les insectes émettant un fort son à haute
fréquence obligent les oiseaux à chanter à basse fréquence afin d’occuper l’espace sonore libre.
- L’activité anthropologique :

Des études récentes ont également démontré que l'altération de l'environnement par l'être humain peut mener à des changements dans le chant des oiseaux. Par exemple, le bruit basse-fréquence de la circulation dans les zones urbaines a amené les oiseaux à augmenter leur fréquence minimum de chant. Cette divergence d'origine anthropique peut conduire à des décalages de signaux entre les populations vivant dans les milieux naturels et celles vivant dans les milieux anthropisés, modifiant ainsi les interactions et l'acquisition de territoire chez les mâles, et éventuellement causer des perturbations du flux de gènes entre les habitats.
- L’environnement abiotique :

Le vent, les vagues ou même les précipitations sont aussi susceptibles d’occuper l’espace sonore, forçant l’oiseau à s’adapter en conséquence.

#### 2dfacteur : la propagation du son

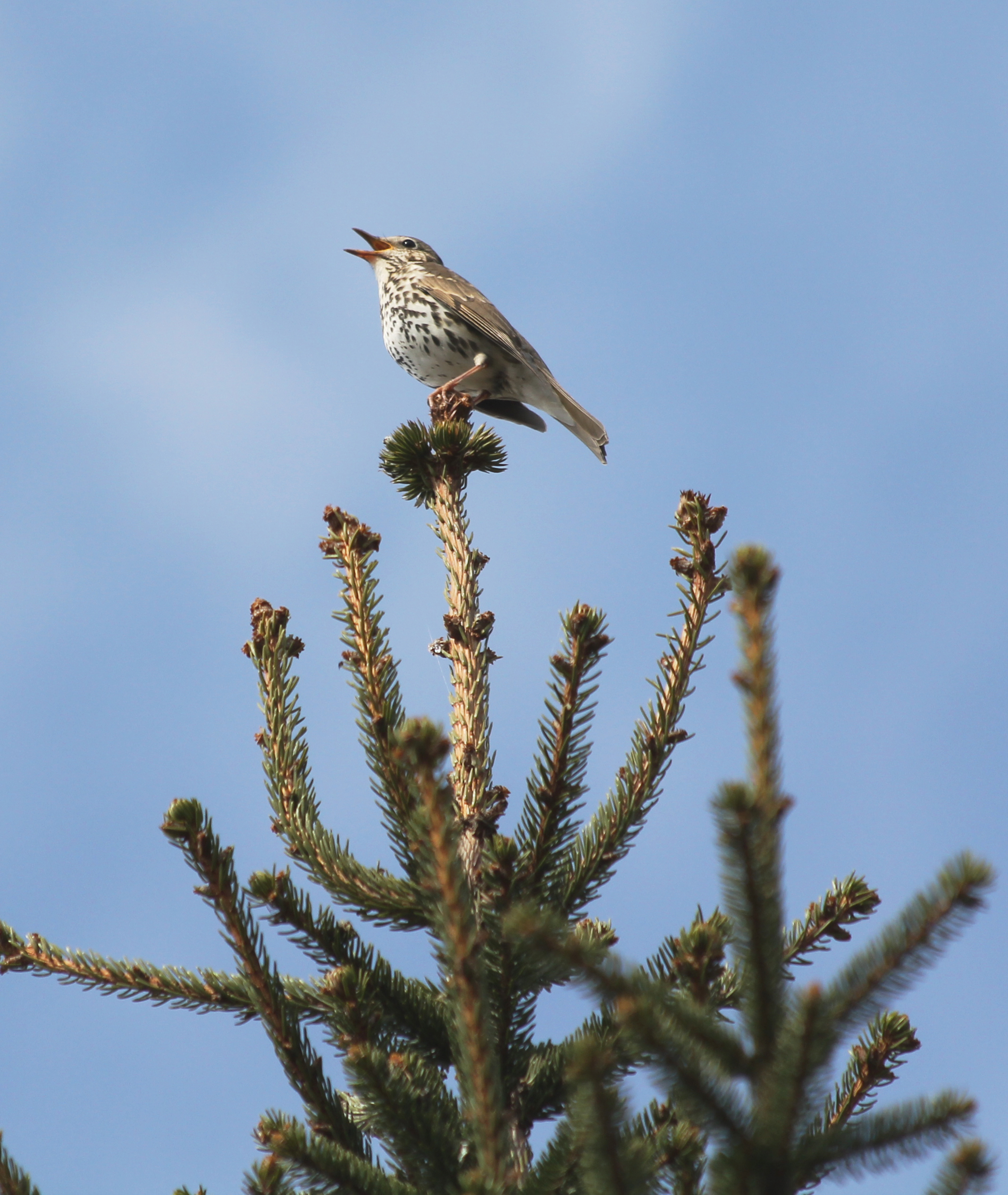
Grive musicienne, Turdus philomelos chantant

Des études sur l'évolution du chant montrent les effets de la structure de l'habitat (généralement le couvert végétal) sur les caractéristiques acoustiques du chant.
Les oiseaux sélectionnés par l’évolution seraient ceux qui ont tendance à améliorer la transmission et à minimiser la dégradation (réverbérations, réfraction à
travers des obstacles,…) du chant dans l’espace.
Pour les chants d'oiseaux, la dégradation est plus grande dans les habitats avec un feuillage dense, or une trop grande dégradation peut réduire le transfert d'informations entre l'émetteur et le destinataire.
Dans les habitats naturels l’atténuation est toujours plus élevée que prévu en raison de l'absorption atmosphérique et la structure de la végétation. Par exemple l'air chaud et sec améliore la transmission du son, tandis que le feuillage dense augmente l'atténuation.
Les chants qui maximisent la communication efficace des signaux à la destination des individus receveurs devraient augmenter la fitness de celui qui chante.[pas clair] En effet lors de la reproduction ou de la défense d’un territoire il est important que la transmission du chant soit maximale.
L’hypothèse de l’adaptation acoustique prédit que les chants à basse fréquence devraient être répandus dans les habitats possédant une structure végétale complexe. Tandis que les chants à haute fréquence devraient être répandus dans les environnements avec une couverture de type herbacée.
L'environnement acoustique exerce donc aussi une forte influence sur l'évolution du chant chez les oiseaux. Cette sélection naturelle jouerait un rôle très important dans l’évolution de la signalisation, à l’échelle interspécifique comme intra spécifique. Cette dernière serait d’autant plus présente dans le cas où les différents individus d’une population localement adaptés adoptent différents chants et avec cela différentes morphologies afin de produire ces sons. Il a en effet été montré que la fréquence du chant est directement corrélée à la taille du corps chez les oiseaux.
Chanter rend aussi les oiseaux plus facilement repérables et donc plus vulnérables à d’éventuelles attaques de prédateurs opportunistes. Il faut donc trouver un équilibre entre occupation de l'espace acoustique et exposition à la prédation.

### Pression via la sélection sexuelle
Le concept de sélection sexuelle est lié à celui de sélection naturelle et fait de la reproduction l’un des facteurs clés. Pour se reproduire, il est certes nécessaire de rester en vie (sélection naturelle), mais il faut aussi plaire (sélection sexuelle). Selon Darwin, la sélection sexuelle dépend de l'avantage que possèdent certains individus sur d'autres de même sexe et de même espèce, uniquement en ce qui concerne la reproduction,.
Autrement dit, la sélection sexuelle est la sélection des caractères qui accroissent les chances de succès sexuel, essentiellement des mâles. Le chant des oiseaux est un trait typique sexuel qui peut avoir évolué au moins en partie pour refléter la santé et la vigueur.
Les principales fonctions du chant chez le mâle sont d’attirer un partenaire et la défense du territoire contre d’autres mâles. Les mâles produisent un chant très élaboré qui selon Charles Darwin serait le résultat de pression exercée par les femelles.  Les deux mécanismes clés de la sélection sexuelle sont le choix du ou des partenaires et la compétition mâle-mâle, des variations individuelles du chant peuvent donc affecter le succès reproducteur.

#### Contenu du chant
Le contenu plus que la taille du répertoire est important dans la sélection sexuelle.
Chez certaines espèces, la diminution du succès du mâle est liée à la présence d'un seul type de syllabe dans le chant. L’acquisition de nouvelles syllabes permet donc d’augmenter le succès reproducteur. Par exemple, les femelles Canaria Canaries Serinus sont particulièrement sensibles aux trilles rapides de larges bandes passantes. Les grands répertoires seraient donc plus attractifs. Ceci est dû à une plus grande probabilité de contenir des syllabes attrayantes. Le mâle, alors plus attractif pour la femelle, augmenterait radicalement sa valeur reproductive, et serait donc sélectionné. D'après Fisher le répertoire du mâle et la réponse des femelles ont évolué ensemble par sélection intersexuelle.
Le dialecte joue aussi un rôle important. Beaucoup d'espèces d'oiseaux ont des dialectes locaux et chez certaines espèces les femelles s’accouplent préférentiellement avec les mâles qui chantent leur dialecte local.
Les différences de fréquence au sein d’une espèce étant dues à la taille du corps, les femelles peuvent alors utiliser ces différences dans le chant comme un signal indicateur de la taille des mâles.

#### Le temps du chant
D’autres facteurs tels que le moment de la journée ou la saison dans laquelle un oiseau choisit de chanter sont aussi des indices de qualité.
Le chant étant coûteux (diminuant par exemple le temps consacré à se nourrir ou à chercher des ressources) les mâles de bonne qualité devraient donc être capables de chanter par mauvais temps. Des études montrent que les femelles ont une préférence pour les mâles qui chantent quand les conditions atmosphériques sont défavorables. Il s’agirait aussi ici d’un signal honnête de bonne santé.

#### La qualité du chant
Les femelles préfèrent s’accoupler avec les mâles les plus vigoureux et dont le chant est de plus haute qualité car ce trait serait corrélé à la résistance aux parasites.

#### Compétition spermatique
La sélection sexuelle peut parfois avoir lieu après l’accouplement.
Des expériences réalisées chez le canari, Serinus canaria, ont démontré que les femelles peuvent éjecter le sperme de leur ancien partenaire dans leurs défécations et que ce rejet est plus fréquent lorsqu’elles entendent des chants de mâles de bonne qualité.

#### Compétition mâle-mâle
Les différences de fréquence dans le chant sont aussi utilisées par les mâles comme un indicateur honnête de taille dans les compétitions mâle-mâle.